# Krasna (Słowenia)
Krasna – wieś w Słowenii, w gminie Poljčane. W 2018 roku liczyła 75 mieszkańców.